# Попеску, Симьон
Симьон Попеску (рум. Simion Popescu, род. 11 августа 1940) — румынский борец греко-римского стиля, призёр Олимпийских игр, чемпион мира.

## Биография
Родился в 1940 году в селе Куптоаре в жудеце Караш-Северин. В 1966 году занял 3-е место на чемпионате Европы. В 1967 году занял 2-е место на чемпионате мира. В 1968 году завоевал бронзовую медаль Олимпийских игр в Мехико. В 1969 году стал чемпионом мира. В 1970 году занял 2-е место на чемпионате мира. В 1972 году принял участие в Олимпийских играх в Мюнхене, но не завоевал медалей.